# Rua de Belomonte
A Rua de Belomonte é um arruamento nas freguesias de Miragaia e São Nicolau da cidade do Porto, em Portugal.

## Origem do nome
O arruamento foi buscar o nome a um cruzeiro localizado no fim da rua, antes de chegar ao largo de São João Novo: o padrão de Belmonte.

## História
A rua de Belomonte aparece referida pela primeira vez numa escritura de 1503, na qual se aforavam trinta varas de chãos ao armeiro Álvaro Gonçalves — personagem referido no romance histórico A Última Dona de São Nicolau (1864) de Arnaldo Gama — para aí construir cinco moradias.

## Pontos de interesse
- Palacete de Belomonte, também conhecido como Casa dos Pacheco Pereira, localizada nos números 43 a 55 da rua, é uma casa apalaçada da primeira metade do século XVIII. Presentemente, está aqui instalado um dos núcleos da Escola Superior Artística do Porto.

## Acessos
- Linha ZH dos STCP.